# Återställ Våtmarker
Återställ Våtmarker är en aktivistisk ideell miljöorganisation i Sverige som grundades i mars 2022 av Helen Wahlgren och Alfred Westh. Organisationen är sedan maj 2022 en del av A22 Network.
Organisationens målsättning är att utdikade våtmarker i Sverige ska återställas eftersom de läcker koldioxid, som klassas som en växthusgas, till atmosfären och därmed bidrar till global uppvärmning. Organisationen har framfört krav på att torvbrytning ska förbjudas och att marker där det bedrivits brytning av torv återställs till våtmarker.
Organisationen använder civil olydnad i medialt synliga aktioner som metod för att uppmärksamma sina mål. Aktivister har flera gånger dömts för brott, vanligen ohörsamhet mot ordningsmakten och sabotage i samband med organisationens demonstrationer. De försvarar sina handlingar med att de genomförs i enlighet med nödrätten.
De är en del av det internationella nätverket A22 som delvis finansieras av Los Angeles-baserade Climate Emergency Fund. Nätverket stöder organisationer som med civil olydnad genomför aktioner för att uppmärksamma klimatkrisen. I nätverket ingår till exempel  brittiska Just Stop Oil och tyska Letzte Generation.
De har framförallt uppmärksammats när de stoppat vägtrafik genom att sätta sig på vägarna, och stört olika direktsända teve-händelser med mycket tittare. Bland annat har de genomfört aktioner i programmen Allsång på Skansen, Melodifiestivalen och Idol, hållande skyltar med texten "Återställ Våtmarker".

## Uppmärksammad aktivism
Under augusti 2022 utförde gruppen en vägblockering på E4 som hindrade en ambulans på prio-1-larm från att nå Karolinska universitetssjukhuset. Förseningen uppskattades till 7–8 minuter. Gruppen hävdade att de handlade i nöd, men tolv personer dömdes för sabotage i Solna tingsrätt. Efter överklagande till Svea hovrätt mildrades domen till ohörsamhet mot ordningsmakten, med motiveringen att störningen inte var så betydande att den kunde klassas som sabotage.
I augusti 2022, vid sommarens sista avsnitt av Allsång på Skansen, demonstrerade organisationen under ett framförande av Tommy Körberg. Rörelsen genomförde även en demonstration under den direktsända finalen av Idol den 25 november 2022. Under den fjärde deltävlingen av Melodifestivalen i Malmö Arena den 25 februari 2023 demonstrerade organisationen under Loreens framförande av "Tattoo".
Återställ Våtmarker gjorde tillsammans med Klimatalliansen i april 2023 en bilblockad i Stockholm. En av deltagarna var bland annat den fördetta partiledaren Gudrun Schyman. Den 17 april 2023 tog sig aktiva inom rörelsen in i Sveriges riksdag under budgetdebatten och genomförde en protestaktion från läktaren.
De gjorde även en demonstration under den direktsända finalen av Let's Dance i maj 2023. På nyårsaftonen den 31 december 2023 försökte tre aktivister storma scenen under Tolvslaget på Skansen när skådespelaren Tomas von Brömssen skulle läsa Nyårsklockan, men de stoppades av vakter.
Under Vasaloppet 2024 greps flera aktivister när de inledde en aktion vid Auklandbron strax innan målet i Mora. Den störde loppets ledare Torleif Syrstad som tvingades byta spår, men lyckades ändå vinna loppet. Två aktivister åtalades och hävdade nödvärn, men de dömdes sedan till dagsböter för brott mot ordningslagen.
I september 2024 deltog aktivister från Återställ Våtmarker i en aktion i Helsingfors där finska riksdagshusets kolonner vandaliserades med röd färg. Aktionen var en protest mot torvbrytning, och genomfördes tillsammans med Elokapina, som är en del av Extinction Rebellion. Flera aktivister anhölls misstänkta för grov skadegörelse.

## Talespersoner
- 2022: Josefin Eidrup Dahlberg[22]
- 2025: Helene Wahlgren, presskontakt[23]